# Catedral Ortodoxa Grega de São Jorge
A Catedral Ortodoxa Grega de São Jorge é uma catedral localizada em Beirute, Líbano, sede da arquidiocese de Beirute da Igreja Ortodoxa Grega de Antioquia e a igreja mais antiga na cidade. Foi construída no século XII no local da antiga Catedral da Ressurreição, destruída no terremoto de Beirute de 551.